# 氣旋莉莉 (2019年)
熱帶氣旋莉莉（英語：Tropical Cyclone Lili，聯合颱風警報中心編號：26S，澳大利亞國家氣象局編號：25U）是2018－2019年澳洲地區熱帶氣旋季第25個熱帶氣旋和第10個獲命名風暴。“莉莉”一名由雅加达热带气旋警告中心提供。

## 發展過程
莉莉的前身是一股位在班達海上的熱帶擾動，美國海軍研究實驗室給予其擾動編號93S。印尼雅加达热带气旋警告中心在5月4日上午將其升格為热带低压。
8日凌晨1時半，聯合颱風警報中心對其發布熱帶氣旋形成警報，並預測將於24小時內發展為一個熱帶氣旋。
9日上午8時，雅加达热带气旋警告中心將其升格為一級熱帶氣旋，命名為莉莉(Lili)。下午2時，聯合颱風警報中心將其升格為熱帶風暴，給予熱帶氣旋編號26S。
10日晚間8時，雅加达热带气旋警告中心認為莉莉已退化為一股殘留低氣壓。
11日上午5時，聯合颱風警報中心對其發佈最後報告。
12日，莉莉的殘留雲系完全消散。

## 影響

### 事前警告
雖然系統在5月7日加強為热带低压，但雅加达热带气旋警告中心警告稱該系統可能會進一步發展為一熱帶氣旋。印尼東部的居民，特別是班達海周圍的馬魯古群島南部的居民，被要求為可能造成嚴重降雨做準備，據指出這可能導致洪水氾濫和山體滑坡。還提到了在東帝汶，東努沙登加拉省和馬魯古省以及蘇拉威西島部分地區發展強風的可能性。建議計劃乘水旅行的人，在班達，帝汶和阿拉弗拉海有強烈的潮汐和海浪。

### 陸地影響

#### 馬魯古群島

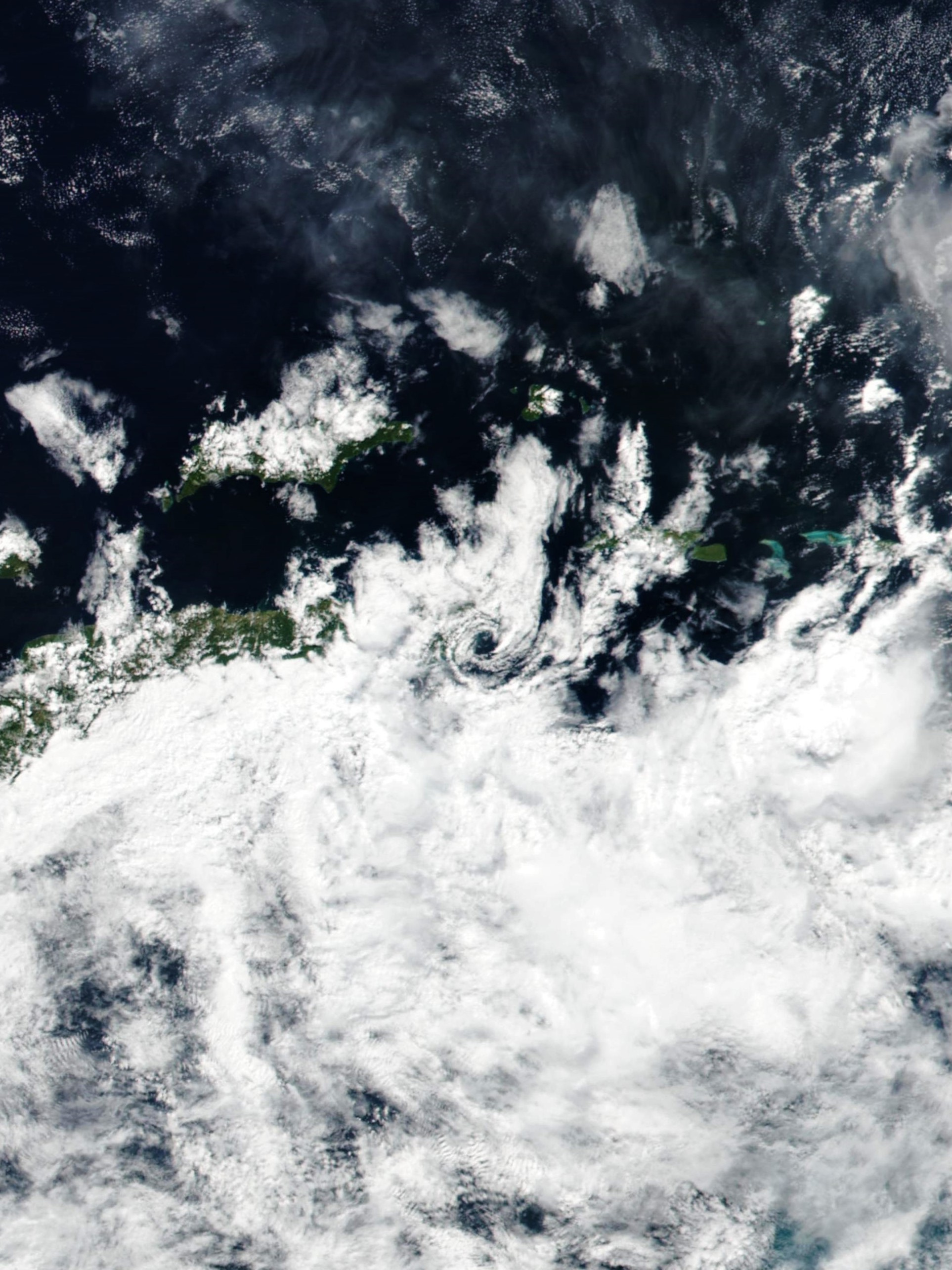
莉莉在5月10日退化為一股殘留低氣壓

在發展成熱帶氣旋之前，莉莉的前身热带低压向南穿過班達海南方，在印尼的馬魯古群島附近引發了這場風暴。幾天來島上經歷了強降雨和大風，當地時間5月8日21時左右，影響達到頂峰。長時間的降雨導致該地區許多地方發生嚴重洪災。特別是Leti島的Laitutun村莊。Tounwawan的Moa Lakor和Luang Timur的Mdona Hiera經歷了大規模的洪水，平均深度為1.5米（4.9英尺）。洪水導致受影響村莊遭受廣泛破壞，許多房屋和眾多公共設施遭受破壞，導致許多居民流離失所。

#### 東帝汶
儘管莉莉並未以熱帶氣旋強度登陸，但殘留低氣壓莉莉在東帝汶造成了重大影響。長時間的強降雨，24小時廣泛的總降雨量為100-150毫米（3.9-5.9英寸），導致河流水位上升和隨後的洪水氾濫。 許多道路和橋樑受到洪水的破壞，特別是在該國東部地區。從聖保羅到國家首都狄力的主要道路全被泥漿和水覆蓋，嚴重阻礙了交通的通行，包考區遭受到嚴重的洪水。一輛卡車也被淹沒在該國南部的一條暴漲的溪流中。在東帝汶東端經歷了大風，大約為75-100公里/小時（45-65英里/小時）的陣風。

#### 其他地區
印尼東部大片地區和北領地，金伯利北部和附近島嶼的部分海岸線受到輕微影響。 整個地區都出現強風和降雨，以及大浪和強潮。特別是麥克盧爾島、位於Top End約30公里（20英里）處; 和Troughton群島，位於西澳遠北海岸線約15公里（10英里）處，均經歷持續風速超過50公里/小時（31英里/小時），陣風達到63公里/小時（39英里/小時）。 印度尼西亞西努沙登加拉省、東努沙登加拉省以及蘇拉威西島的部分地區也觀測到強風和中等降雨。在風暴達到最高強度時，雅加达热带气旋警告中心的報告說，莉莉的風在帝汶海和阿拉弗拉海西部產生高達6.0米（20英尺）的大浪，後來在西邊的幾個島嶼測得高達4.0米（13英尺）的浪。